# Sasayamagnomus
Sasayamagnomus („trpaslík z pánve Sasajama“) byl rod malého rohatého dinosaura (neoceratopse), žijícího v období rané křídy (věk alb, asi před 112,1 milionu let) na území dnešního Japonska (geologické souvrství Ohijamašimo). Tento rohatý dinosaurus byl vývojově primitivním zástupcem skupiny Ceratopsia.

## Historie
Fosilie přinejmenším dvou exemplářů sasajamagnoma byly objeveny na území prefektury Hjógo v regionu Kansai na ostrově Honšú. Typový exemplář nese sbírkové označení MNHAH D1-060516 a jedná se o několik fosilních kostí lebky a končetin. Typový druh Sasayamagnomus saegusai byl popsán mezinárodním týmem paleontologů v září roku 2024.

## Rozměry
Sasayamagnomus byl velmi malým dinosaurem, podobně jako jeho nejbližší vývojoví příbuzní. Na základě dochovaných částí kostry ne plně dorostlého jedince paleontologové odhadli délku tohoto dinosaura asi na 80 centimetrů a jeho hmotnost přibližně na 10 kilogramů. Jako plně dorostlý jedinec by nejspíš na délku neměřil výrazně víc než 1 metr.

## Systematika
Tento vývojově primitivní zástupce kladu Neoceratopsia byl podle provedené fylogenetické analýzy nejblíže příbuzný rodům Aquilops ze Severní Ameriky a Auroraceratops z Číny. Tyto tři rody dohromady tvoří samostatnou přirozenou vývojovou skupinu (klad), který měl v období rané křídy patrně globální rozšíření.